# Catharina Brouwer
Catharina Brouwer, född 1778, död 1855, var en nederländsk sångare.
Catharina Brouwer var äldst av fyra barn och kom från en förmögen familj i Haag. I sin födelseort fick hon musiklektioner från Kapellmeister CE Graf(f). 
Hon hade en framgångsrik karriär som konsertvokalist. Vid tjugo års ålder gjorde hon en "konstturné" genom de tyska länderna, där hon uppträdde i Leipzig, München och Dresden. Hon gjorde även uppträdanden i Wien. 1799 verkar hon också ha gjort en turné, längs Berlin, Stettin, Lübeck, Gotha, Kassel och Leipzig; 1800 i Lübeck och Köpenhamn, och 1801 Nederländerna (Utrecht, Amsterdam och Haag), där hon sedan turnerade till sitt giftermål 1807. Efter sitt giftermål 1807 uppträdde hon endast vid vissa välgörenhetshögtider i Amsterdam.